# 투네이션
투네이션(Toonation)은 후원 서드파티 플랫폼이다. 본사는 경기도 성남시 분당구 백현로 93 후너스빌딩 11층에 위치해 있으며 대표이사는 추연성이다.

## 역사
2014년 투스라이프라는 사명으로 설립되었다.

## 상장
2024년 주관사를 한국투자증권으로 상장을 계획 중이다.

## 참고 문헌
1. ↑  송윤섭, 후원 플랫폼 기업 투네이션, 기보 IP 강소기업으로 선정, 전자신문, 2024-09-27
2. ↑  강동원, '상장 도전' 투네이션, 1인 미디어 성장 수혜 '기대', 딜사이트, 2024년 4월 9일